# Idioma didinga
El didinga o ’di’dinga es una nilo-sahariana del grupo súrmico, hablada por las etnias chukudum y lowudo de las montañas Didinga de Sudán del Sur
Se clasifica dentro de la rama suroccidental de las lenguas súrmicas (Fleming 1983). Está estrechamente relacionado con el narim.